# كريستوف براندت
كريستوف براندت (بالفرنسية: Christophe Brandt)‏ ولد بتاريخ 6 مايو 1977 في لييج، بلجيكا، هو دراج بلجيكي سابق في صنف سباق الدراجات على الطريق. سبق أن شارك في دورة الألعاب الأولمبية الصيفية.

## روابط خارجية
- كريستوف براندت على موقع الاتحاد الدولي للدراجات (الإنجليزية)
- كريستوف براندت على موقع أرشيف الدراجات (الإنجليزية)
- كريستوف براندت على موقع إحصائيات الدراجات الإحترافية (الإنجليزية)
- كريستوف براندت على موقع نسبة الدراجات (الإنجليزية)
- كريستوف براندت على موقع CycleBase (الإنجليزية)
- كريستوف براندت على موقع أوليمبيديا (الإنجليزية)